# Konrad Königswieser
Konrad Königswieser (* 30. April 1903 in Floridsdorf; † 31. Dezember 1967 in Graz) war ein österreichischer Bankmanager. Er war österreichischer Statthalter des Ritterordens vom Heiligen Grab zu Jerusalem.

## Leben
Königswieser studierte Wirtschaftswissenschaften und graduierte als Diplomkaufmann. Er war später Generaldirektor der Raiffeisen-Zentralkasse Steiermark in Graz und später stellvertretender Vorsitzender des Vorstandes der Genossenschaftlichen Zentralbank Aktiengesellschaft in Wien.
Er war Vorsitzender der Katholischen Aktion und steirischer Kontaktmann zur Arbeitsgemeinschaft für öffentliche Angelegenheiten der Katholischen Aktion.
Er ist auf dem St.-Leonhard-Friedhof in Graz beigesetzt.

## Mitgliedschaften
Konrad Königswieser war Mitglied der katholischen Studentenverbindungen K.Ö.St.V. Rudolfina Wien (seit 1922), K.Ö.H.V. Carolina Graz und K.Ö.St.V. Babenberg Graz, jeweils im ÖCV. Er war Vorsitzender des ÖCV-Altherrenverbandes 1953/54.
Königswieser wurde durch Kardinal-Großmeister Eugène Tisserant und mithilfe des Salzburger Erzbischofs Andreas Rohracher im Jahr 1963 zum Statthalter der Statthalterei Österreich des Ritterordens vom Heiligen Grab zu Jerusalem ernannt.

## Ehrungen und Auszeichnungen
- Berufstitel Ökonomierat[7]